# Geza Gorritxa
Geza Gorritxa es el nombre de una variedad cultivar de manzano (Malus domestica) Esta manzana está cultivada en la colección del Banco de Germoplasma del manzano de la Universidad Pública de Navarra con el nombre de 'Geza Gorritxa', y con el Nº BGM034, ejemplares procedentes de esquejes localizados en Echalar/Etxalar localidad en la comarca de Cinco Villas, en la Merindad de Pamplona Navarra.

## Sinónimos
- "Gueza Gorricha",
- "Manzana Geza Gorritxa",[7]
- "Geza Gorritxa Sagar" en Navarra.[4]

## Características
El manzano de la variedad 'Geza Gorritxa' tiene un vigor medio. El árbol tiene tamaño medio y porte erecto, con tendencia a ramificar muy baja, con hábitos de fructificación en ramos cortos y largos; ramos con pubescencia muy fuerte; presencia de lenticelas muy escasas; grosor de los ramos medio; longitud de los entrenudos corta.
Las flores son de un tamaño medio; con la disposición de los pétalos libres; color de la flor cerrada roja, y el color de la flor abierta blanco rosado; longitud estilo/estambres más largos; punto de soldadura estilo, cerca de la base; época de floración tardía, con una duración de la floración media. Incompatibilidad de alelos S1 S3 S9.
Las hojas tienen una longitud del limbo de tamaño medio, con color verde, pubescencia presente, con la superficie poco brillante. Forma del limbo ovalado, forma del ápice apicular, forma de los dientes ondulados, y la forma de la base del limbo redondeada. Plegamiento del limbo plegado, con porte caído; estípulas filiformes; longitud del pecíolo medio.
La variedad de manzana 'Geza Gorritxa' tiene un fruto de tamaño muy pequeño, de forma globosa aplastada; con color de fondo amarillo blanquecino, con importancia del sobre color alto, color del sobre color rojo, reparto del sobre color en placas continuas/estrias, y una sensibilidad al "russeting" (pardeamiento áspero superficial que presentan algunas variedades) débil; con una elevación del pedúnculo sobresale poco, grosor de pedúnculo fino, longitud del pedúnculo media, anchura de la cavidad peduncular pequeña, profundidad cavidad pedúncular pequeña, importancia del "russeting" en cavidad peduncular media; anchura de la cavidad calicina pequeña, profundidad de la cavidad calicina pequeña, importancia del "russeting" en cavidad calicina débil; apertura de los lóbulos carpelares cerrados; apertura del ojo cerrado; color de la carne blanca; acidez débil, azúcar muy alto; textura dureza media.
Época de maduración y recolección temprana. Se usa como manzana de elaboración de sidra, y como variedad de manzana de reserva genética.

## Susceptibilidades
- Oidio: ataque débil
- Moteado: ataque débil
- Fuego bacteriano: ataque débil
- Carpocapsa: ataque medio
- Pulgón verde: ataque fuerte
- Araña roja: ataque medio.[4][10]